# Václav Pilař
Václav Pilař (Chlumec nad Cidlinou, 1988. október 12. –) cseh válogatott labdarúgó, jelenleg a VfL Wolfsburg játékosa. Posztját tekintve szélső középpályás.

## Pályafutása

### Klubcsapatban
Pályafutását a Hradec Královéban kezdte. A 2011–12-es idényben kölcsönben a Viktoria Plzeň csapatában szerepelt.

### A válogatottban
A felnőtt válogatottban 2011-ben debütált.
Az Európa-bajnoki keretszűkítést követően a szövetségi kapitány Michal Bílek nevezte őt a 2012-es Eb-re készülő 23 fős keretébe.
Az Európa-bajnokság nyitónapján ő szerezte a csehek gólját Oroszország ellen.

#### Válogatottban szerzett gólok
| #  | Dátum              | Esemény                  | Ellenfél    | Eredmény | Végeredmény | Sorozat                 |
| -- | ------------------ | ------------------------ | ----------- | -------- | ----------- | ----------------------- |
| 1. | 2011. november 11. | Generali Arena, Prága    | Montenegró  | 1–0      | 2–0         | 2012-es Eb pótselejtező |
| 2. | 2012. június 8.    | Stadion Miejski, Wrocław | Oroszország | 1–2      | 1–4         | 2012-es Eb              |